# هیلزساید ایکرز، تگزاس
هیلزساید ایکرز (به انگلیسی: Hillside Acres) یک منطقهٔ مسکونی در ایالات متحده آمریکا است که در تگزاس واقع شده‌است. هیلزساید ایکرز ۳۰ نفر جمعیت دارد.